# اوترادنویه، بخش کیروفسکی، اوبلاست لنینگراد
شهر اوترادنویه، بخش کیروفسکی، اوبلاست لنینگراد (به روسی: Отрадное) در کشور روسیه و در اوبلاست لنینگراد واقع شده‌است.